# Bømlafjorden
59°38′25.206″N 5°17′31.117″Ø / 59.64033500°N 5.29197694°Ø
Bømlafjorden er en fjord i Vestland fylke i Norge og den yderste del af Hardangerfjorden. Fjorden begynder mellem Ryvarden fyr, på Sletta, og Bømmelhuk, på den sydlige del af Bømlo, og går til Tittelsnes i Sveio og Langenuen. I nordenden møder Bømlafjorden flere andre fjorde. Langs fjorden på nordsiden findes indløb til Børøyfjorden og Nyleia. På sydsiden ligger indløbet til Førdespollen. Fjorden går langs kommunerne Sveio, Bømlo og Stord.
Bømlafjorden er stort set et åbent og enkelt farvand; men ved indsejlingen til fjorden fra syd må skibstrafikken fra Haugesund gå udenom de to grunde Bloksene ud for Ryvarden fyr. Lidt syd for fjordens midte ligger øgruppen Nappholmene, med Nappholmen lygte, og lidt længere mod nord øen Hjartholmen. Der er flere mindre holme og skær langs land på begge sider.
Det er stor skibstrafik i fjorden. Meget af lokaltrafikken og gennemgangstrafikken går gennem fjorden på grund af vejrforholdene udenfor og den forholdsvis ukompliserede sejlads gennem fjorden og videre nordover Langenuen. Der er ingen større havne langs fjorden, men der findes mindre havne i Langevåg og Mosterhamn på Bømlo og i Leirvik på Stord. Derudover ligger Kværner Stord skibsværft ved Bømlafjorden. Et større offshore-rederi har sit kontor i Eidesvik.
Trods enkel sejlads i fjorden er der sket flere ulykker her, den sidste katastrofe var Sleipner-forliset 26. november 1999 ved Bloksene ved indsejlingen til fjorden. I høje bølger og stærk vind fra sydvest traf hurtigbåden undervejs til Bergen skæret Store Bloksen vest af Sveio. Kl. 19:08 blev nødmelding sendt ud. Bådens bund var flerret op, og vand strømmede ind. Kl. 19:40 gik Sleipner ned. Af de 85 om bord på Sleipner omkom 16, da færgen gik på grund.
Tidligere var færgetrafikken på fjorden større. Nu er dette begrænset til et færgeselskab, Buavåg-Langevåg, med færgen M/F Strandebarm, og en og en gennemgående rute med hurtigbåd mellem Bergen og Stavanger, som har stop på Leirvik og Mosterhamn. En del af årsagen til de færre færger er etableringen af Trekantsambandet, hvor Bømlafjordtunnelen nu krydser under fjorden fra Valestrand i Sveio til Føyno, med broer videre til Bømlo og Stord.
De største småbådshavne langs fjorden ligger i Langevåg og på Leirvik.
Mellem Valevåg og Otterøya er der fundet et henved to kilometer langt koralrev på omkring 150 meters dyb.